# Hayashi (Familienname)
Hayashi (林) ist ein japanischer Familienname.

## Namensträger
- Aiko Hayashi (* 1993), japanische Synchronschwimmerin
- Akihiro Hayashi (* 1987), japanischer Fußballspieler
- Chujiro Hayashi (1880–1940), japanischer Marinearzt und Reiki-Lehrer
- Hayashi Chūshirō (1920–2010), japanischer Astronom und Physiker
- Daichi Hayashi (* 1997), japanischer Fußballspieler
- Hayashi Dōei (1640–1708), japanischer Chinesisch-Dolmetscher, Dichter und Kalligraph
- Eiichi Hayashi (* 1950), japanischer Jazzmusiker
- Erina Hayashi (* 1994), japanische Tennisspielerin
- Hayashi Fubō (1900–1935), japanischer Schriftsteller
- Hayashi Fukusai (1800–1859), japanischer Konfuzianist
- Fumiko Hayashi (1903–1951), japanische Schriftstellerin
- Fumiko Hayashi (Managerin) (* 1946), japanische Politikerin
- Fumio Hayashi (* 1952), japanischer Wirtschaftswissenschaftler
- Hayashi Fusao (1903–1975), japanischer Schriftsteller
- Hayashi Gahō (1618–1680), japanischer Konfuzianist
- Hikaru Hayashi (1931–2012), japanischer Komponist, Dirigent, Pianist und Autor
- Hayashi Hiromori (1831–1896), japanischer Komponist und einer der Komponisten der japanischen Nationalhymne Kimi Ga Yo
- Hiroyuki Hayashi (Leichtathlet) (* 1973), japanischer Leichtathlet
- Hiroyuki Hayashi (* 1983), japanischer Fußballspieler
- Hayashi Hōkō (1644–1732), japanischer Konfuzianist
- Honoka Hayashi (* 1998), japanische Fußballspielerin
- Ikuo Hayashi (* 1947), Herzchirurg, Sektenmitglied und Terrorist
- Hayashi Izuo (1922–2005), japanischer Physiker
- Hayashi Jōji (1889–1960), japanischer Politiker
- Hayashi Jussai (1768–1841), japanischer Samurai und Philosoph
- Kazuaki Hayashi (* 1976), japanischer Fußballspieler
- Keiichi Hayashi (Bauingenieur) (1879–1957), japanischer Bauingenieur
- Keiichi Hayashi (Diplomat) (* 1951), japanischer Diplomat
- Keisuke Hayashi (* 1988), japanischer Fußballspieler
- Kentarō Hayashi (* 1972), japanischer Fußballspieler
- Hayashi Kimuko (1886–1967), japanische Tänzerin und Schriftstellerin
- Kōhei Hayashi (* 1978), japanischer Fußballspieler
- Komao Hayashi (1936–2024), japanischer Puppenmacher
- Kōtarō Hayashi (* 2000), japanischer Fußballspieler
- Kyōko Hayashi (1930–2017), japanisches Atombomben-Opfer
- Mariko Hayashi (* 1954), japanische Schriftstellerin, Essayistin und Kolumnistin
- Masako Hayashi (1928–2001), japanische Architektin
- Masamichi Hayashi (* 1996), japanischer Fußballspieler
- Masumi Hayashi (1945–2006), japanische Fotografin
- Minoru Hayashi (* 1945), Rennwagenkonstrukteur, siehe auch Dome (Unternehmen)
- Mizuki Hayashi (* 1996), japanischer Fußballspieler
- Motoo Hayashi (* 1947), japanischer Politiker
- Naoki Hayashi (Fußballspieler) (* 1998), japanischer Fußballspieler
- Hayashi Okagi (1909–2025), japanische Altersrekordlerin
- Hayashi Razan (1583–1657), japanischer Konfuzianer
- Ryan Hayashi (* 1973), Künstlername des Zauberkünstlers Ryan Lam
- Ryōhei Hayashi (* 1986), japanischer Fußballspieler
- Ryota Hayashi (* 1995), japanischer Fußballspieler
- Satoru Hayashi (* 1988), japanischer Fußballspieler
- Hayashi Senjūrō (1876–1943), General der Kaiserlich Japanischen Armee und Premierminister von Japan
- Hayashi Shihei (1738–1793), japanischer Samurai
- Shō Hayashi (* 1944), japanischer Germanist
- Shōgo Hayashi (* 1997), japanischer Fußballspieler
- Shōji Hayashi (1928–2011), japanischer Architekt
- Shōta Hayashi (* 1995), japanischer Fußballspieler
- Tadaaki Hayashi (1920–2017), japanischer Tischtennisspieler
- Hayashi Tadahiko (1918–1990), japanischer Fotograf
- Hayashi Tadamasa (1853–1906), japanischer Kunsthändler
- Tadao Hayashi († 2001), japanischer Musiker
- Hayashi Tadasu (1850–1913), japanischer Politiker
- Hayashi Taizō (1920–1998), japanischer Bauingenieur und Hochschullehrer
- Takaaki Hayashi (* um 1975), japanischer Badmintonspieler
- Takao Hayashi (* 1949), japanischer Indologe und Mathematikhistoriker
- Takehiro Hayashi (* 1976), japanischer Fußballspieler
- Takenori Hayashi (* 1980), japanischer Fußballspieler
- Hayashi Takeshi (1896–1975), japanischer Maler
- Takuto Hayashi (* 1982), japanischer Fußballspieler
- Hayashi Tatsuo (1896–1984), japanischer Philosoph und Literaturkritiker
- Teruo Hayashi (1924–2004), japanischer Karate-Meister
- Tomoya Hayashi (* 1999), japanischer Fußballspieler
- Toshihiko Hayashi (1931–2010), japanischer Friedensarbeiter und Bundesverdienstkreuzträger
- Hayashi Tsuruichi (1873–1935), japanischer Mathematiker
- Toshiyuki Hayashi (* 1960), japanischer Rugby-Union-Spieler
- Hayashi Yasaka (* 1911), japanischer Botaniker
- Yasuo Hayashi (1957–2018), japanisches Sektenmitglied und Terrorist
- Yōhei Hayashi (* 1989), japanischer Fußballspieler
- Hayashi Yoshihide (1891–1978), japanischer Generalleutnant
- Yoshiki Hayashi (* 1965), japanischer Musiker und Produzent, Mitglied von X Japan
- Yoshimasa Hayashi (* 1961), japanischer Politiker
- Hayashi Yoshio (Maler) (1905–2010), japanischer Maler und Kinderbuchillustrator
- Yoshio Hayashi (Mediziner) (* 1945), japanischer Mediziner, Professor für Medizin an der Universität Tokushima
- Yumie Hayashi (* 1978), japanische Curlerin
- Yūsuke Hayashi (* 1990), japanischer Fußballspieler
- Hayashi Yūzō (1842–1921), japanischer Politiker

## Weblink
- Hayashi bei behindthename.org